# Osée (prophète)
Pour les articles homonymes, voir Osée.
הושע
Compléments
Contemporain d'Ozias, de Jotham, Achaz, Ézéchias, rois de Juda, et de Jéroboam II, roi d'Israël
Osée (Hosea en hébreu : הושֵעַ, qui signifie "Salut") est le premier de la liste des douze petits prophètes du Tanakh ou Ancien Testament, auteur présumé du Livre d'Osée.

## Étymologie
Le mot vient de l’hébreu הוֹשֵׁעַ (hôšea`), c'est-à-dire « sauve ! ». Il s'agit vraisemblablement d'une forme abrégée de הוֹשֵׁעַיהו, « YHWH a sauvé » ou « sauve, ô YHWH ». Cette racine se retrouve dans les noms hébraïques de Hochéâ, Josué et Jésus, ainsi que dans la formule hosanna. C'est un nom assez répandu au VIIIe – VIIe siècle av. J.-C.. Plusieurs sceaux et inscriptions portant ce nom sont connus pour cette période. Les étymologistes chrétiens comme saint Jérôme et Isidore de Séville pensaient que le mot signifiait « sauveur ».

## Biographie
Osée fut un prophète d’Israël (royaume du Nord) vivant à la fin du règne de Jéroboam II (-782-753 env.) connu grâce à des oracles le concernant, mis par écrit par des disciples dans les premières décennies du VIIIe siècle av. J.-C.. La vie conjugale d’Osée, simple berger, est le thème dominant du livre qui porte son nom: elle devient symbole prophétique de la relation entre Dieu et son peuple. Il y est présenté comme un mari qui découvre avec douleur et détresse l'infidélité de sa femme, considérée dès lors comme prostituée. Union, procréation et noms des enfants sont l'occasion des oracles prophétiques du livre. Amour humain, union et progéniture sont mis en scène pour signifier les rapports tumultueux du peuple élu avec Dieu. Il est comparé à une épouse infidèle parce qu'il s’est voué au culte des idoles. Dieu en revanche est l’époux, fidèle et surtout « unique », qui « parle au cœur » du peuple (Os 2, 14) et s'emploie, en l'éprouvant, à le reconquérir, prêt à pardonner au moindre signe de repentir.

### Livre d'Osée
Le livre d’Osée est une relecture de l'histoire d’Israël à la lumière de cette symbolique nuptiale manquée. Il est classé parmi les livres prophétiques du canon de la Bible hébraïque et de la Septante (« derniers prophètes »), et situé en tête du groupe des « douze petits prophètes » de la Bible chrétienne. Saint Paul le cite dans son Épître aux Romains (Rm 9, 25). Son langage annonce la façon dont les évangiles parleront de l’amour de Dieu à la fin du Ier siècle apr. J.-C. Il est aussi souvent cité dans la littérature monastique et érémitique en raison de son attachement à la thématique du séjour et de l’alliance avec Dieu au « désert », lieu symbolique de la vie monastique et du combat ascétique.

### Prophétie
Les auteurs ecclésiastiques chrétiens lui attribuent une prophétie juive, non biblique, selon laquelle la venue du Messie surviendra lorsque le chêne de Mambré se divisera spontanément pour donner naissance à douze nouveaux chênes. Il fut enterré sur ses terres (Isidore, Comestor). Mais la tradition juive rapporte qu'il a terminé ses jours à Babylone, et que son corps, transporté sur un chameau, a été inhumé en Galilée.

## Dans l'art
Les artistes du Moyen Âge le représentent en train de donner la main à la prostituée qu'il épousa (cathédrale Notre-Dame d'Amiens). 
Il ne doit pas être confondu avec son homonyme Osée, dernier roi d'Israël.

## Sources et références
1. ↑  (en) C. L. Seow, « Hosea, book of », dans David Noel Freedman (dir.), Anchor Bible Dictionary, vol. 3, Doubleday, 1992
2. ↑   J. D. Douglas, Merrill C. Tenney, Zondervan Illustrated Bible Dictionary, Zondervan Academic, USA, 2011, p. 626
3. ↑  John L. McKenzie, Dictionary of the Bible, Bruce Publishing company, Milwaukee, 1965, p.373